# Reverso
Reverso je pripomoček za varovanje in spuščanje po vrvi. Namenjen je za uporabo na enojni ali dvojni vrvi premera 8-11 mm. Vrvi so lahko statične, polstatične ali dinamične. Izdeluje ga francosko podjetje Petzl.